# Atomosia barbiellinii
Atomosia barbiellinii là một loài ruồi trong họ Asilidae. Atomosia barbiellinii được Curran miêu tả năm 1935. Loài này phân bố ở vùng Tân nhiệt đới.